# All the Way from Memphis
«All the Way from Memphis» es una canción interpretada por la banda británica de rock Mott the Hoople, publicada como la canción de apertura de su sexto álbum de estudio Mott (1973). Más tarde, la canción fue publicada como el segundo sencillo del álbum y alcanzó el puesto #10 en el Reino Unido.

## Escritura y temática
La canción cuenta la historia de un roquero cuya guitarra se envía a Oriole, Kentucky, en lugar de Memphis, Tennessee.
El músico llega a mitad de camino a Memphis antes de darse cuenta de que le falta la guitarra. Se tarda un mes en localizarla. Cuando recupera la guitarra, un extraño lo regaña por ser negligente y egocéntrico. En la versión original de la canción, se hace referencia al extraño como un “spade”, en versiones posteriores se sustituye por la palabra “dude”.
La canción refleja un cansancio con el estilo de vida del rock and roll, incluida la tensión de las giras constantes y la baja opinión pública de los cantantes de rock 'n' roll. Este tema aparece en el estribillo, que se repite con variaciones menores: “you look like a star, but you're still on the dole” “you look like a star, but you're really out on parole”.
La canción puede haberse basado en un evento real que involucró al guitarrista Mick Ralphs. La pérdida de la guitarra de Ralphs también se menciona en la letra del lado B del sencillo, «Ballad of Mott the Hoople (26th March 1972, Zürich)». Verificando el nombre de la mayoría de los miembros de la banda en ese momento, la letra del lado B decía: 
Buffin lost his child-like dreams
And Mick lost his guitar
And Verden grew a line or two
And Overend's just a rock 'n' roll star

## Composición
La canción fue compuesta en un compás de 4
4 con un tempo de 136 pulsaciones por minuto y está escrita en la tonalidad de re mayor. Las voces van desde B4 a B5. «All the Way from Memphis» es una canción de glam rock, glam metal, proto-punk, y funk.

## Lanzamiento
La canción fue publicada el 20 de julio de 1973 como la canción de apertura de Mott, sexto álbum de estudio de la banda. Además de su lanzamiento en Mott, «All the Way from Memphis» fue publicada como el segundo sencillo del álbum, después de «Honaloochie Boogie» el 31 de agosto de 1973 en el Reino Unido, y el 5 de septiembre de 1973 en los Estados Unidos. La canción alcanzó el puesto #10 en la lista de sencillos del Reino Unido.
Desde su lanzamiento, «All the Way from Memphis» ha aparecido en varios álbumes recopilatorios de la banda, incluidos Greatest Hits (1976), Shades of Ian Hunter: The Ballad of Ian Hunter & Mott the Hoople (1979), London to Memphis (1992), Ballad of Mott the Hoople – A Retrospective (1993), Super Hits (1997), All the Young Dudes: The Anthology (1998), Mojo Presents... An Introduction to Mott the Hoople (2004), Old Records Never Die: The Mott the Hoople/Ian Hunter Anthology (2008) y The Essential Mott the Hoople (2013). Grabaciones en vivo de la canción también aparecieron en los álbumes en vivo Live (1974), Two Miles from Live Heaven (2001), Walkin' with the Hoople (2004) y The Definitive Mott the Hoople (2008). La canción también ha aparecido en álbumes recopilatorios de varios artistas como Rock On! (1972), Sounds of the Seventies: FM Rock, Vol. 1 (1992), The Best Glam Rock Album in the World Ever (1998), Top of the Pops 1973 (2007), Haynes Ultimate Guide to the 70s (2011) y High in the Morning: The British Progressive Pop Sounds of 1973 (2022).

## Recepción de la crítica
En Pitchfork, Joe Tangari elogió las voces armónicas en el coro como “uno de los momentos más pegadizos de la banda” y la describió como “una canción clásica en espera”. Mark Deming de AllMusic escribió: “[la canción] combina la primera ola de rock & roll que hizo famoso a Memphis con la arrogancia glamorosa del rock británico de alrededor de 1973 de una manera que solo un verdadero fanático podría haber evocado”. En Rolling Stone, Bud Scoppa la describió como “una crónica general pero todavía subjetiva del rock & roll”.

## Posicionamiento
| Gráfica (1973)                 | Pico de posición |
| ------------------------------ | ---------------- |
| Reino Unido (UK Singles Chart) | 10               |